# ایتوران
ایتوران (انگلیسی: Ituran) شرکت فناوری اطلاعات اسرائیلی است، که در سال ۱۹۹۴ تأسیس شد. 